# Leskovac (Klina)
Pour les articles homonymes, voir Leskovac (homonymie).
Leskoc en albanais et Leskovac en serbe latin (en serbe cyrillique : Лесковац) est une localité du Kosovo située dans la commune/municipalité de Klinë/Klina et dans le district de Pejë/Peć. Selon le recensement kosovar de 2011, elle compte 239 habitants, tous albanais.

## Démographie

### Évolution historique de la population dans la localité
| 1948 | 1953 | 1961 | 1971 | 1981 | 1991 | 2011 |
| ---- | ---- | ---- | ---- | ---- | ---- | ---- |
| 211  | 219  | 267  | 360  | 399  | 493  | 239  |

|  |